# 后稷庙
35°24′11″N 111°03′28″E / 35.40306°N 111.05778°E
后稷庙位于中国山西省闻喜县阳隅乡吴吕村，是祭祀后稷的庙宇，已列为全国重点文物保护单位。

## 历史
后稷庙始建年代不详。庙内有明嘉靖年间重修庙记碑二通，又有正殿梁下题记，可知现存为元代建筑，在明嘉靖年间、清乾隆二十九年（1764年）、五十三年（1788年）重修。

## 建筑
后稷庙只有一进院落，现仅存中轴线上的后稷殿和戏台两座古建筑。
后稷殿建于元至元二十九年（1292年），坐东朝西，建筑面积184平方米，面阔三间，进深四椽，单檐悬山顶，柱头铺作为四铺作单下昂，补间铺作各一朵。
戏台为明清重修，正对大殿，面阔三间，进深四椽，单檐悬山顶。

## 保护
2006年5月25日，后稷庙公布为第六批全国重点文物保护单位，编号6-421。